# Карасуський сільський округ (Казталовський район)
Карасу́ський сільський округ (каз. Қарасу ауылдық округі, рос. Карасуский сельский округ) — адміністративна одиниця у складі Казталовського району Західноказахстанської області Казахстану. Адміністративний центр — село Карасу.
Населення — 1426 осіб (2021; 2012 у 2009, 2588 у 1999, 2655 у 1989).
Станом на 1989 рік існувала Карасуська сільська рада (села Ашисай, Бостандик, Жулдиз, Карасу) колишнього Фурмановського району. Село Торегалі було ліквідовано 2018 року

## Склад
До складу округу входять такі населені пункти:
| Населений пункт  | Старі назви | Населення, осіб (1989) | Населення, осіб (1999) | Населення, осіб (2009) | Населення, осіб (2021) |
| ---------------- | ----------- | ---------------------- | ---------------------- | ---------------------- | ---------------------- |
| Ашисай, село     | Ащисай      | 304                    | 330                    | 189                    | 79                     |
| Бостандик, село  | -           | 254                    | 198                    | 146                    | 57                     |
| Жулдиз, село     | -           | 630                    | 752                    | 696                    | 551                    |
| Карасу, село     | -           | 1467                   | 1118                   | 885                    | 739                    |
| --Торегалі, село | -           | -                      | 190                    | 96                     | -                      |